# Nikolaï Grot

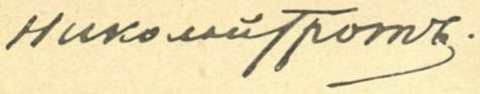
Signature de Nikolaï Grot.

Nikolaï Iakovlevitch Grot, né le 30 avril 1852 à Helsinki et mort le 4 juin 1899 à Kotchetok dans la province de Kharkov, est un philosophe idéaliste russe. Il est le frère de Constantin Grot.

## Sources
- (ru) Cet article est partiellement ou en totalité issu de l’article de Wikipédia en russe intitulé « Грот, Николай Яковлевич » (voir la liste des auteurs).